# Bodenfarbe

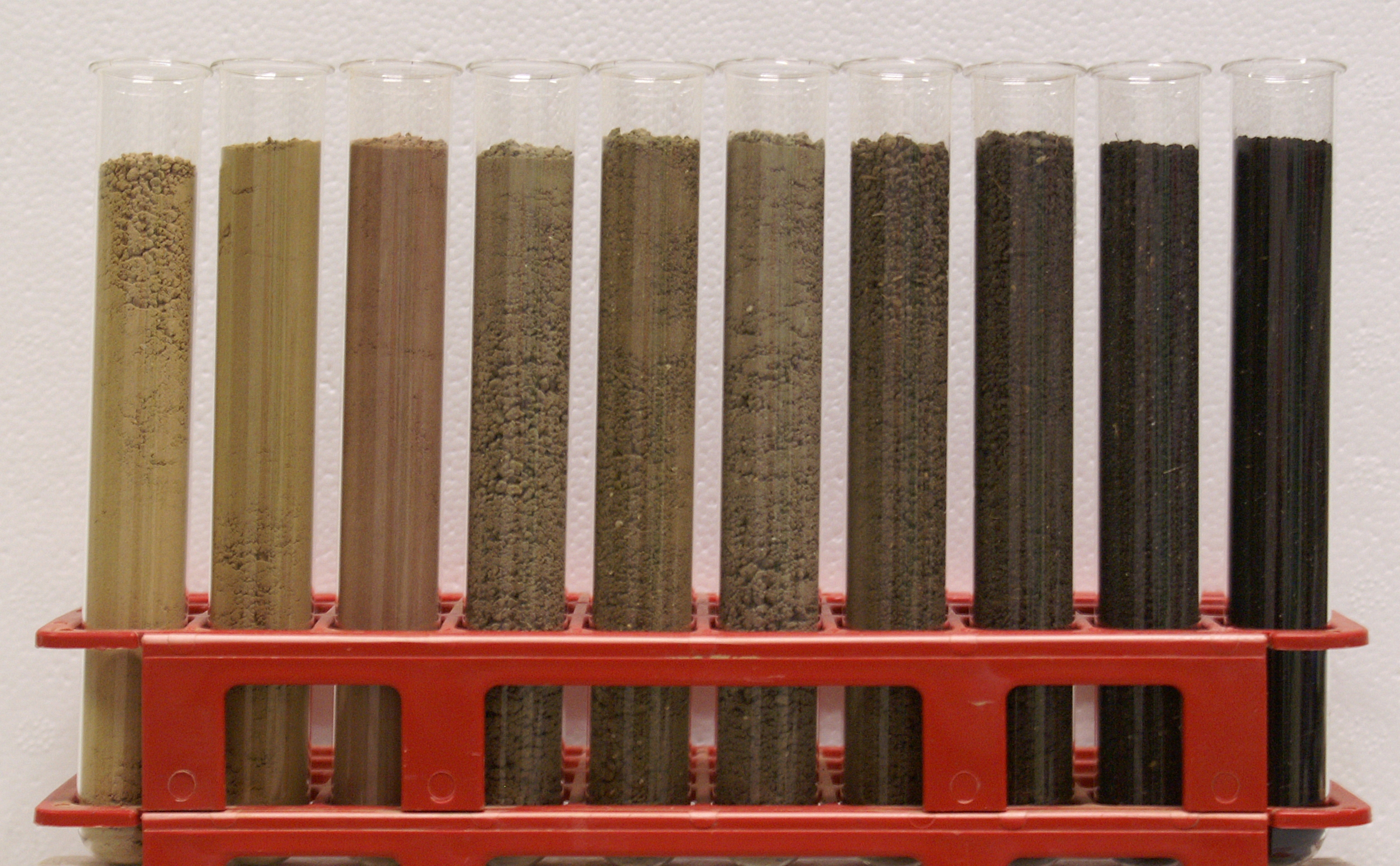
Bodenproben, sortiert nach aufsteigendem Humusgehalt

Die Bodenfarbe ist ein wichtiges diagnostisches Merkmal, das Auskunft über den Humusgehalt, die Sauerstoffverfügbarkeit und die Eisenverbindungen eines Bodens gibt. Die Bodenfarbe ist eines der leichtesten Beurteilungskriterien der Bodenarten. Die Bodenfarbe wird einerseits durch den Farbton (als schwarz, rotbraun oder gelb), zum anderen durch die Farbsättigung und Farbtiefe (beispielsweise als tiefbraun) und die Farbhelligkeit (Schwarz- und Weißanteile, blass- oder graubraun) unterschieden. In der Bodenkunde wird zur Ermittlung der Farbe das Munsell-Farbsystem verwendet. Ausschlaggebend für die Bodenfarbe sind der Gehalt des Bodens an organischen Substanzen und verschiedenen Eisen- sowie Manganverbindungen. Typische farbkennzeichnende Bodenmerkmale sind:
- Eine allgemeine Regel (die nicht in allen Fällen zutrifft) lautet, dass dunkle Böden fruchtbarer als hellere sind. Die dunkle Bodenfarbe resultiert meist aus der Anwesenheit einer großen Menge von Humus. Hin und wieder verdanken dunkelbraune oder schwarze Böden ihre Farbe mineralischen Materialien oder verstärkter Feuchtigkeit. In solchen Fällen ist die dunkle Bodenfarbe kein Anzeichen für Fruchtbarkeit.
- Die Bodenfarbe führt oft zu charakteristischen Bodenbezeichnungen wie Schwarzerde oder Podsol (Bleicherde).
- Fast alle gelben oder gelblichen Böden sind weniger fruchtbar. Sie verdanken ihre Farbe reduzierten Eisenverbindungen. Diese Böden sind deshalb ein Anzeichen für schlecht entwässertes Land.
- Böden mit rotem oder rötlich-braunem Farbton enthalten einen größeren Anteil an Eisenoxiden (die aus den Ausgangsgesteinen resultieren), die keiner übermäßigen Feuchtigkeit ausgesetzt waren. Die rote Farbe eines Bodens ist deshalb im Allgemeinen ein Hinweis dafür, dass der Boden gut entwässert, nicht übermäßig feucht, aber fruchtbar ist. In den meisten Regionen kann die rötliche Färbung des Bodens aus neugebildeten Mineralien entstanden sein, die die Pflanzen nicht nutzen können.
- Gräulichen Böden kann es an Eisen oder Sauerstoff mangeln, oder sie können über einen Überschuss von Kalk verfügen. Der Übergang von der bunten Färbung (Oxidationszone) zur gräulichen Färbung (Reduktionszone, siehe Gley) zeigt den mittleren Grundwasserspiegel an.